# コロネル・オビエド

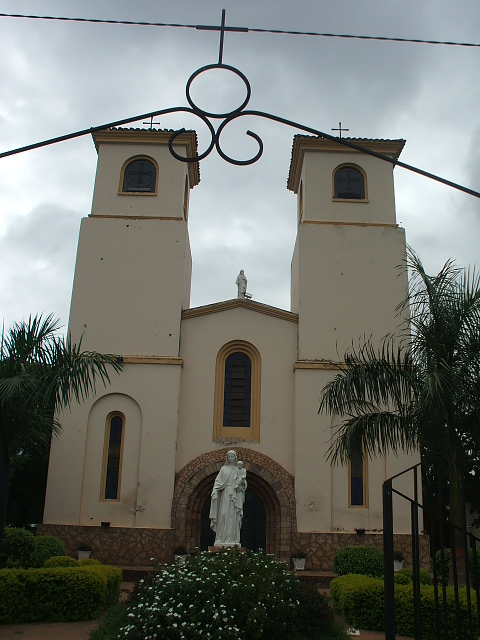
コロネル・オビエド教会

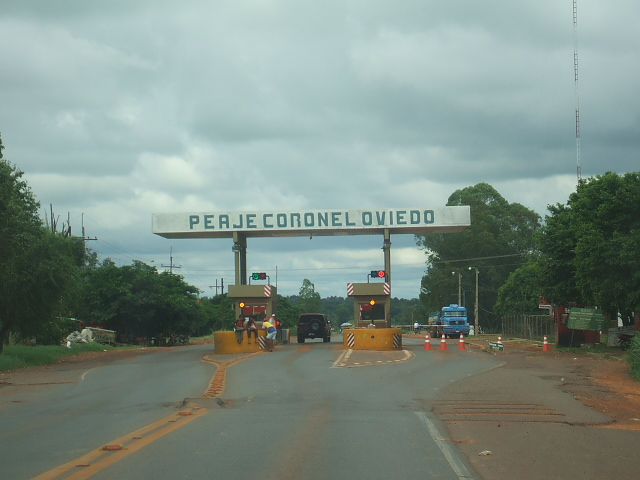
コロネル・オビエドの料金所

コロネル・オビエド（スペイン語: Coronel Oviedo）は、パラグアイ南東部のカアグアス県の県都。
2016年の人口は6万6900人。
首都アスンシオンの約150km東に位置する。
ニカノル・ドゥアルテ元大統領(任期：2003年～2008年)の出身地である。
アスンシオンとシウダー・デル・エステの中間にあたる交通の要衝で、国道2号線、7号線、8号線が交差する。
市は俗に「労働のまち」 (capital de trabajo) とも呼ばれる。
この地域ではニンニクが重要な換金作物であったため、建設された当初は「ニンニクのロザリオの聖母」という市名だった。
大規模な取引所も造られた。
カトリック教会では、市はコロネル・オビエド教区の中心地になっている。